# Michel Charpentier (sculpteur)
Pour les articles homonymes, voir Michel Charpentier et Charpentier (homonymie).
 (novembre 2017).
Si vous disposez d'ouvrages ou d'articles de référence ou si vous connaissez des sites web de qualité traitant du thème abordé ici, merci de compléter l'article en donnant les références utiles à sa vérifiabilité et en les liant à la section « Notes et références ».
Michel Charpentier est un sculpteur et médailleur français né le 6 septembre 1927 à Auvers-sur-Oise et mort le 2 juillet 2023 à Cavaillon. 

## Biographie
Lauréat du premier grand prix de Rome en gravure de médaille en 1951, Michel Charpentier devient pensionnaire à la villa Médicis à Rome de 1951 à 1955, puis il reçoit en 1963 le prix Malraux de la Biennale de Paris. 
Le musée d'Art moderne de la Ville de Paris lui consacre une exposition en 1965. Il est membre du comité directeur du Salon de mai en 1967. 
De 1973 à 1991, Charpentier est professeur, chef d’atelier de sculpture à l’École nationale supérieure des beaux-arts de Paris.
Il considère qu’il doit « entrer dans la peau du personnage ». Cette peau prend une importance décisive dans ses sculptures. Peaux plissées, gonflées, tordues, formes déformées, participent à une vision grotesque mais non dénuée d’humanité. 
Sa technique de ciment travaillé sur une armature métallique offre un champ de travail souple, vivant, dont l’humour n’est pas absent (série des Cantatrices).
Michel Charpentier meurt le 2 juillet 2023 à Cavaillon à l'âge de 95 ans,.

## Récompenses et fonctions
- Premier grand prix de Rome en gravure de médaille.
- Président de la villa Daumier à Valmondois.